# IMAM Ro.57
Le IMAM Ro.57 était un avion militaire de la Seconde Guerre mondiale construit en Italie par Industrie Meccaniche Aeronautiche Meridionali (IMAM).